# Ratusz w Leżajsku
Ratusz w Leżajsku – piętrowa, eklektyczna, murowana budowla wybudowana w 1869 roku przez Karola Kubika. Obok ratusza od zachodniej strony znajduje się prostokątna wieża z zegarem wybudowana w 1905. Ratusz mieści się wzdłuż północno-zachodniej pierzei Rynku. Obecna budowla miała dwie poprzedniczki: pierwsza spłonęła w 1834 roku, następna, wzniesiona na zaprawie glinianej po trzydziestu latach użytkowania, groziła zawaleniem i została zastąpiona obecną formą. Ratusz od wschodniej strony ściśle przylega do wieży dzwonniczej